# To, co nas łączy
To, co nas łączy (Lugares comunes) – argentyński dramat filmowy z roku 2002 w reżyserii Adolfo Aristaraina, zrealizowany w koprodukcji z Hiszpanią i nagrodzony dwiema statuetkami Goya. Stanowi ekranizację powieści El renacimiento autorstwa Lorenzo Aristaraina. Zdjęcia kręcono w Buenos Aires i w Madrycie.

## Zarys fabuły
Akcja filmu rozgrywa się podczas wielkiego krachu gospodarczego, jaki dotknął Argentynę na przełomie XX i XXI wieku. Fernando, ceniony profesor literatury na uniwersytecie, przechodzi na emeryturę, która jednak nie pozwala mu utrzymywać się na dotychczasowym poziomie. Odwiedza mieszkającego w Hiszpanii syna, ale i tam nie znajduje wsparcia. Nie będąc w stanie żyć już dalej w Buenos Aires, przeprowadza się do posiadłości na prowincji, gdzie życie jest znacznie tańsze, choć oferuje znacznie mniej atrakcji. 

## Obsada
- Federico Luppi jako Fernando
- Mercedes Sampietro jako Liliana
- Arturo Puig jako Carlos
- Carlos Santamaria jako Pedro
- Valentina Bassi jako Natacha

i inni

## Nagrody
Film otrzymał dwie nagrody Goya: dla najlepszej aktorki pierwszoplanowej (Mercedes Sampietro) oraz za najlepszy scenariusz adaptowany.